# バーニングタレント養成所
バーニングタレント養成所（バーニングタレントようせいじょ）は、日本の大手芸能事務所であるバーニングプロダクションの付属・直結養成所。数多くのスターを育ててきた実績とノウハウを活かし、養成期間を終えた合格者を芸能界に送り出している。

## 概要
テレビ・映画・舞台・ミュージカル・歌手・モデルの育成のため、各界から著名な講師（映画監督・俳優・ダンサー・ミュージシャン等）を招聘して指導を行っている（そのため養成所の中でも受講料は最も高いほうであり全国からスター候補を広く集めているものの入所は狭き門となっている）。演技・歌唱・ダンスのレッスンだけでなく、芸能界ならではの伝統・文化・礼儀作法・慣習等も指導し、これらを通じプロとして通用する人材を育成している。形式的には養成所と銘打っているものの、活動は芸能プロダクション的な要素が強く、実質的にはスクーリングに重点を置いた芸能事務所として見ることもできるため在籍履歴の評価は外部からも非常に高い。2018年12月現在は公式Webサイトを観覧することができないため経営実態が不明。

## オーディションについて
養成所に所属するためにはオーディションに合格しなければいけないが、毎年全国から多くの応募がある。応募者には、モデルや他の事務所からの鞍替えで受験する者も多い。書類・写真の審査に合格した者が、オーディション審査（課題実技・自己PR・カメラテスト等）を受け、その後最終面接がある。1回のオーディションにつき、およそ2500名程度が応募しているようであるが、合格者は20名程度。さらにその中から特に優秀な若干名（2名程度）が映画等へ即出演する形でデビューする。

## 養成期間
半年から2年間が標準的な養成期間である。この養成期間中には、TV・映画・歌・ミュージカル等の出演の機会が多く与えられる。この背景には、母体が芸能界最大手のバーニングプロダクションというアドバンテージが絡んでいるようである。また、宣材写真やIDカードも作られ、一般人では受けることが出来ないようなオーディションもタレントに準じて受けることが出来るようになる。IDカードを所持していれば特定の映画等が無料または割引で鑑賞できる等の優待があるようである。養成期間中には一定期間毎に養成所内でレベルチェックのテストが行われ、成績に応じてクラス編成がなされる。上位クラスになるほど指導内容のレベルが高く、出演機会も多くなる傾向がある。在籍期間中のレベルチェックのテストやオーディションの審査員にバーニングプロダクション系列事務所のスカウトマンやテレビ・映画のプロデューサー等が担当することがあり、このときに引き抜かれることもある。養成期間終了後は、バーニング系列のプロダクションに送られて専属契約することが多い。

## 沿革
- 1983年4月1日 - 東京都新宿区四谷2丁目に創業
- 2000年1月31日 - 東京都新宿区四谷1丁目に移転
- 2000年1月31日 - バーニングタレント養成所のレッスンスタジオを豊島区南池袋へ新設。プロデューサーに神品信市が就任する。
- 2006年8月1日 - 東京都港区東新橋に移転。汐留シオサイトのビータイタリア街にレッスンスタジオを新設する。バーニングタレント養成所をバーニング養成所に名称変更する。

## バーニングプロダクション所属タレント
- 稲森いずみ
- 内田有紀
- 加藤雅也
- 小泉今日子
- 小柳ゆき
- 郷ひろみ
- 島谷ひとみ
- 関りおん
- 長山洋子
- 藤あや子
- 丸山敦史
- 三浦翔平
- WaT
  - ウエンツ瑛士
  - 小池徹平